# Bristol and District Football League
Bristol and District Football League là một giải bóng đá nằm ở Bristol, Anh. Hạng đấu cao nhất, Senior Division, nằm ở Cấp độ 14 trong Hệ thống các giải bóng đá ở Anh và góp đội cho Bristol Premier Combination. Giải đấu có tổng cộng 7 hạng đấu. Mùa giải 2014–15, Talbot Knowle United giành chức vô địch Senior Division. Giải đấu hiện đang liên kết với Gloucestershire County FA.
Bristol and Avon League góp đội cho Bristol and District League.

## Lịch sử
Bristol and District League được thành lập năm 1892 bởi sự đề nghị của cầu thủ Gloucester City là Percy Stout, mặc dù Gloucester chưa tham gia giải đấu cho đến một năm sau đó. Giải đấu đổi tên thành Western Football League năm 1895, tuy nhiên cái tên Bristol and District League đã rất quen thuộc với bóng đá Bristol những năm sau đó.
Các đội bóng đã rời khỏi Bristol and District League và đang thi đấu ở các cấp độ cao hơn gồm:
- Bitton
- Bristol St George (hiện tại có tên gọi Roman Glass St. George)
- Cadbury Heath
- Clevedon (hiện tại có tên gọi Clevedon Town)
- Keynsham Town
- Lawrence Weston Athletic (hiện tại có tên gọi Hallen)
- Longwell Green Sports
- Mangotsfield United
- Oldland (hiện tại có tên gọi Oldland Abbotonians)
- Winterbourne United
- Yate YMCA (hiện tại có tên gọi Yate Town)

## Các câu lạc bộ mùa giải 2014–15
Các đội mới ở Senior Division
- Hambrook (Thăng hạng từ Division One)
- Real Thornbury (Thăng hạng từ Division Two)
- Talbot Knowle United (Thăng hạng từ Division One)

Các đội mới ở Division One
- Bendix (Thăng hạng từ Division Two)
- Cribbs 'A' (Thăng hạng từ Division Two)
- Frampton Athletic Dự bị (Thăng hạng từ Division Two)
- Nicholas Wanderers Dự bị (Xuống hạng từ Senior Division)

Các đội mới ở Division Two
- Bristol Barcelona Dự bị (Thăng hạng từ Division Three)
- Patchway North End (Thăng hạng từ Division Three)
- Stanton Drew (Xuống hạng từ Division One)
- Stapleton (Thăng hạng từ Division Three)
- Yate Athletic (Thăng hạng từ Division Three)

New teams in Division Three
- Hartcliffe (Xuống hạng từ Division Two)
- Highridge United Dự bị (Thăng hạng từ Division Four)
- Shaftesbury Crusade Dự bị (Thăng hạng từ Division Four)

| Senior Division           | Division One                | Division Two              | Division Three            | Division Four              | Division Five         | Division Six            |
| ------------------------- | --------------------------- | ------------------------- | ------------------------- | -------------------------- | --------------------- | ----------------------- |
| Bristol Barcelona         | Bendix                      | AEK Boco 'A'              | Hambrook Dự bị            | Bradley Stoke Town Dự bị   | Crosscourt United     | Brimsham Green Dự bị    |
| De Veys                   | Bradley Stoke Town          | Bristol Barcelona Dự bị   | Hartcliffe                | Bromley Heath United       | Highridge United 'A'  | Bristol Barcelona 'A'   |
| Hambrook                  | Chipping Sodbury Town Dự bị | Chipping Sodbury Town 'A' | Highridge United Dự bị    | Fry Club 'B'               | Iron Acton 'A'        | Bristol City Deaf       |
| Henbury Dự bị             | Cribbs 'A'                  | DRG Frenchay Dự bị        | Hillfields Old Boys       | Greyfriars Athletic 'A'    | Lawrence Rovers Dự bị | Cribbs 'B'              |
| Iron Acton                | Frampton Athletic Dự bị     | Fry Club 'A'              | Horfield United           | Old Sodbury Dự bị          | Mendip United 'A'     | Cutters Friday Dự bị    |
| Longwell Green Sports 'A' | Lebeq Dự bị                 | Greyfriars Athletic Dự bị | Lloydy United             | Roman Glass St George 'A'  | Rangeworthy Dự bị     | Frampton Ath 'A'        |
| Pucklechurch Sports       | Mendip United Dự bị         | Hanham Athletic Dự bị     | Made for Ever             | Sea Mills Park Dự bị       | Shireway Sports       | Greyfriars Athletic 'B' |
| Real Thornbury            | Nicholas Wanderers Dự bị    | Iron Acton Dự bị          | Olveston United Dự bị     | Soundwell Victoria Dự bị   | Stanton Drew Dự bị    | Hanham Athletic Colts   |
| Shirehampton Dự bị        | Rangeworthy                 | Nicholas Wanderers 'A'    | Pucklechurch Sports Dự bị | Staple Hill Orient         | Stapleton Dự bị       | Port of Bristol Dự bị   |
| Talbot Knowle United      | St. Pancras                 | Port of Bristol           |                           | Talbot Knowle United Dự bị |                       | Sea Mills Park 'A'      |
| Wick Dự bị                | Seymour United Dự bị        | Stanton Drew              |                           | Tormarton                  |                       | Seymour United 'A'      |
|                           | Soundwell Victoria          | Stapleton                 |                           | Westerleigh Sports         |                       | Yate Athletic Dự bị     |
|                           | Totterdown United Dự bị     | Yate Athletic             |                           | Wick 'A'                   |                       |                         |

## Các đội vô địch
| Mùa giải | Senior Division             | Division One                | Division Two              | Division Three            | Division Four             | Division Five             | Division Six                     |
| -------- | --------------------------- | --------------------------- | ------------------------- | ------------------------- | ------------------------- | ------------------------- | -------------------------------- |
| 2003–04  | Fishponds Athletic          | Talbot Knowle               | Avonmouth Village         | Chipping Sodbury Dự bị    | Soundwell Victoria        | Longshore Dự bị           | Soundwell Victoria Dự bị         |
| 2004–05  | Patchway Town Dự bị         | Sea Mills Park Dự bị        | Hillfields Old Boys Dự bị | Soundwell Victoria        | Greyfriars Athletic Dự bị | Frys 'B'                  | Eden Grove                       |
| 2005–06  | Talbot Knowle               | Avonmouth Village           | Lawrence Rovers           | Greyfriars Athletic Dự bị | Hallen 'B'                | Eden Grove                | Longwell Green Sports 'B'        |
| 2006–07  | Avonmouth Village           | Soundwell Victoria          | Roman Glass St George 'A' | Old Sodbury               | Brislington Cricketers    | Shaftesbury Crusaders 'A' | Bradley Stoke Town               |
| 2007–08  | Longwell Green Sports Dự bị | Chipping Sodbury Town Dự bị | Old Sodbury               | Brislington Cricketers    | Hanham Athletic 'A'       | Impact Squad              | Portville Warriors               |
| 2008–09  | Lawrence Rovers             | Old Sodbury                 | Seymour United Dự bị      | Eden Grove                | Bradley Stoke Town        | Henbury 'B'               | Southmead Community Sports (Sat) |
| 2009–10  | Made For Ever               | Brislington Cricketers      | Eden Grove                | DRG Stapleton Dự bị       | St. George Rangers        | Soundwell Victoria        | Patchway North End               |
| 2010–11  | Old Sodbury                 | Eden Grove                  | DRG Stapleton Dự bị       | Portville Warriors        | Soundwell Victoria        | Real Thornbury            | Sea Mills Park Dự bị             |
| 2011–12  | Brislington Cricketers      | Warmley Saints              | Portville Warriors        | Lebeq Dự bị               | Real Thornbury            | Sea Mills Park Dự bị      | Broadlands                       |
| 2012–13  | Sea Mills Park              | AEK Boko Dự bị              | Totterdown United Dự bị   | Real Thornbury            | South Bristol Central     | Old Sodbury Dự bị         | Rangeworthy Dự bị                |
| 2013–14  | AEK Boco Dự bị              | Hambrook                    | Real Thornbury            | Stapleton                 | Highridge United Dự bị    | Staple Hill Orient        | Stapleton Dự bị                  |
| 2014–15  | Talbot Knowle United        | Bradley Stoke Town          | Stapleton                 | Hillfields Old Boys       | Staple Hill Orient        | Stoke Lane                | Yate Athletic Dự bị              |